# Suhaia (sit SPA)
Suhaia este o zonă protejată (arie de protecție specială avifaunistică - SPA) situată în județul Teleorman, pe teritoriile administrative ale comunelor Lisa și Suhaia.

## Localizare
Aria naturală se află în extremitatea central-sudică a județului Teleorman (în Lunca Dunării), în imediata apropiere de drumul național DN51A, care leagă orașul Zimnicea de Turnu Măgurele.

## Descriere
Zona a fost declarată Arie de Protecție Specială Avifaunistică prin Hotărârea  de Guvern nr. 1284 din 24 octombrie 2007 (privind declararea ariilor de protecție specială avifaunistică ca parte integrantă a rețelei ecologice europene Natura 2000 în România) și se întinde pe o suprafață de 4.516 hectare, pe suprafața teritorială a sitului aflându-se și rezervația naturală Balta Suhaia. 
Situl Suhaia (începând din iunie 2012) este protejat prin Convenția Ramsar ca zonă umedă de importanță internațională, important pentru ocrotirea  a două specii faunistice: pelicanului creț (Pelecanus crispus) și a unui pește cunoscut sub denumirea populară de țigănuș (Umbra krameri), specii considerate ca vulnerabile și aflate pe lista roșie a IUCN.

## Avifaună
Aria protejată (încadrată în bioregiune geografică continentală) reprezintă o zonă naturală (lacuri, râuri, mlaștini, turbării, pajiști) ce asigură condiții de hrană, cuibărit și viețuire pentru mai multe specii de păsări migratoare, de pasaj sau sedentare (unele protejate prin lege).

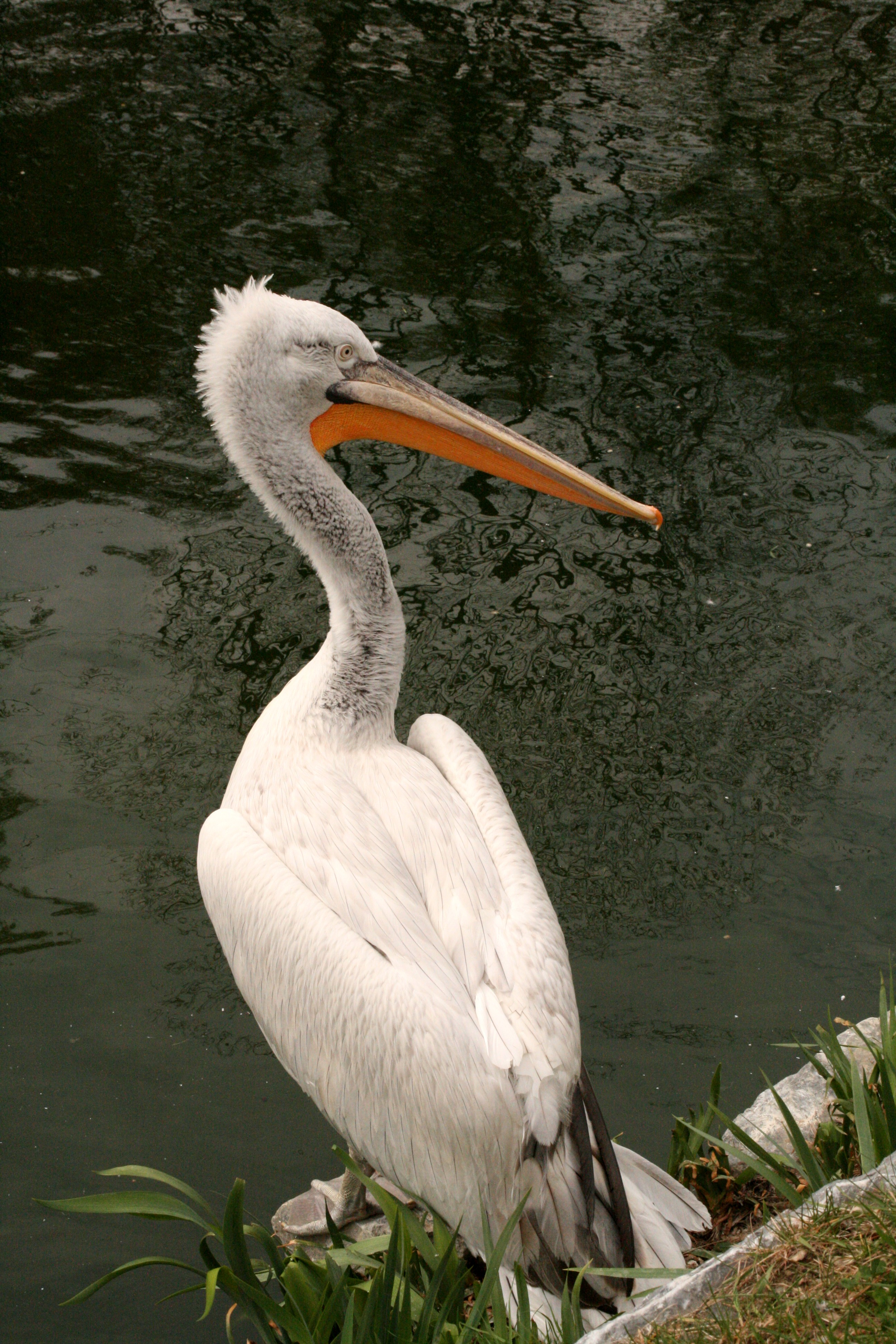
Pelican creț (Pelecanus crispus)

În arealul sitului (alături de pelicanul creț) este semnalată prezența mai multor păsări cu specii de: lăcarul mare (Acrocephalus arundinaceus), lăcar-de-mlaștină (Acrocephalus palustris), lăcar-de-lac (Acrocephalus scirpaceus), lăcar-de-rogoz (Acrocephalus schoenobaenus), fluierar de munte (Actitis hypoleucos), ciocârlia-de-câmp (Alauda arvensis), pescăruș albastru (Alcedo atthis), rața lingurar (Anas clypeata), rață fluierătoare (Anas penelope), rață mare (Anas platyrhynchos), rață pestriță (Anas strepera), rață cârâitoare (Anas querquedula), gârliță mare (Anser albifrons), gâscă cenușie (Anser anser), stârc cenușiu (Ardea cinerea), stârc roșu (Ardea purpurea), ciuf-de-pădure (Asio otus), rață-cu-cap-castaniu (Aythya ferina), rața moțată (Aythya fuligula), rață roșie (Aythya nyroca), buhai de baltă (Botaurus stellaris), gâsca cu piept roșu (Branta ruficollis), nisipar (Calidris alba), fugaci mic (Calidris minuta), fugaci roșcat (Calidris ferruginea), cânepar (Carduelis cannabina), fugaci mic (Calidris minuta), sticlete (Carduelis carduelis), florinte (Carduelis chloris), prundașul gulerat mic (Charadrius dubius), chirighiță-cu-obraz-alb (Chlidonias hybridus), chirighiță neagră (Chlidonias niger), chirighiță-cu-aripi-albe (Chlidonias leucopterus), barză albă (Ciconia ciconia), erete de stuf (Circus aeruginosus), barză albă (Ciconia ciconia), barză neagră (Ciconia nigra), dumbrăveancă (Coracias garrulus), cuc (Cuculus canorus), lăstun de casă (Delichon urbica), egretă albă (Egretta alba), egretă mică (Egretta garzetta), măcăleandru (Erithacus rubecula), presură bărboasă (Emberiza cirlus), lișiță (Fulica atra), vânturelul roșu (Falco tinnunculus), șoimul rândunelelor (Falco subbuteo), becațină comună (Gallinago gallinago), ciovlica roșcată (Glareola pratincola), piciorong (Himantopus himantopus), codalb (Haliaeetus albicilla), piciorongul (Himantopus himantopus), stârcul pitic (Ixobrychus minutus), pescăruș argintiu (Larus cachinnans), pescăruș râzător (Larus ridibundus), sfrâncioc roșiatic (Lanius collurio), sfrânciocul cu frunte neagră (Lanius minor), prigoare (Merops apiaster), presură sură (Miliaria calandra), codobatură galbenă (Motacilla flava), grangur (Oriolus oriolus), pelicanul comun (Pelecanus onocrotalus), 
cormoran mic (Phalacrocorax pygmeus), bătăuș (Philomachus pugnax), lopătar (Platalea leucorodia), codroș de munte (Phoenicurus ochruros), țigănuș (Plegadis falcinellus), corcodel-mare (Podiceps cristatus), ciocîntors (Recurvirostra avosetta), pițigoi-pungar (Remiz pendulinus), mărăcinar (Saxicola rubetra), chiră de baltă (Sterna hirundo), călifar alb (Tadorna tadorna), corcodel mic (Tachybaptus ruficollis), fluierar de mlaștină (Tringa glareola), fluierarul de zăvoi (Tringa ochropus), sturzul cântător (Turdus philomelos), mierlă (Turdus merula) sau nagâț (Vanellus vanellus).

## Căi de acces
- Drumul național DN51A pe ruta: Turnu Măgurele - Ciuperceni - Traian - Seaca - Vânători.

## Monumente și atracții turistice
În vecinătatea sitului se află câteva obiective de interes istoric, cultural și turistic; astfel:
- Conacul Ioanid, azi Primăria din satul Lisa, construcție secolul al XIX-lea, monument istoric.
- Turnul de apă din satul Suhaia, construcție secolul al XX-lea, monument istoric.
- Tumulul de la Lisa (" Măgura de lângă Moară"), atribuit Eneolitic-ului.
- Rezervația naturală Balta Suhaia